# Kaylin Richardson
Pour les articles homonymes, voir Richardson.
Kaylin Richardson (née le 28 septembre 1984 à Minneapolis) est une ancienne skieuse alpine américaine.

## Palmarès

### Jeux olympiques
- Turin 2006 : 17e du combiné
- Vancouver 2010 : 17e du super-combiné

### Championnats du monde
- Åre 2007 : 23e du slalom et 12e du super-combiné

### Coupe du monde
- Participation : de 2003 à 2010.
- Meilleur classement général : 46e en 2007.
- Meilleur résultat : 8e.